# Angeli e insetti
Angeli e insetti (Angels & Insects) è un film del 1995 diretto da Philip Haas, tratto dal racconto Morpho Eugenia di A.S. Byatt.
È stato presentato in concorso al 48º Festival di Cannes.

## Riconoscimenti
- Premi Oscar 1997: Nomination Migliori costumi a Paul Brown
- Festival di Cannes 1995: Nomination Palma d'oro a Philip Haas
- National Board of Review Awards 1996: Riconoscimento speciale per l'eccellenza nel filmmaking
- Evening Standard British Film Awards 1995: Miglior attrice a Kristin Scott Thomas
- Chlotrudis Awards 1997: Nomination Miglior attrice non protagonista a Kristin Scott Thomas